# Valkyrie no Densetsu
Valkyrie no Densetsu, auch bekannt als Legend of the Valkyrie, war Namcos Antwort auf Nintendos The Legend of Zelda und erschien 1989 für Arcade-Automaten und später für die Spielkonsolen PC Engine (1990) und PlayStation (1997, als Teil der Spielesammlung "Namco Museum Vol.5").
In einer von Monstern überfallenen, eher mittelalterlich angehauchten Welt, muss der Spieler als Valkyrie alleine oder zu zweit mit einem froschähnlichen Charakter versuchen, diese Welt zu befreien.
Das Spiel bietet dazu alternative Weg-Pfade, versteckte Schätze und die Möglichkeit Goldmünzen zu sammeln die besiegte Monster hinterlassen. Typisch für ein Jump'n'Run umläuft man dabei Hindernisse, weicht Gegnern und Fallen aus oder überspringt Gefahren wie anrollende Steine und gefährliche Abgründe etc.
Der Rollenspiel-Teil ist im Vergleich zu Zelda weniger ausgeprägt und beschränkt sich auf das Erkunden der näher liegenden Umgebung und den Kauf nützlicher Gegenstände bei der lokalen Bevölkerung, die aber nicht zwingend notwendig sind. Einige interessante Zoom-Effekte, Gegnerformationen und Puzzle-Minispielchen lockern das Spiel dabei auf, genau wie Zaubersprüche die Riesenwuchs bewirken oder eine kleine Fee erscheinen lassen, die den Spieler als Satellit unterstützt.
Eine limitierte Soundtrack-Edition für das Spiel (Valkyrie no densetsu : Namco Game Sound Express Vol.1 - VDR-14001) von Victor Entertainment erschien am 21. September 1989.